# Burg Reuland
Die Burg Reuland gehört zu den größten Burgruinen der Eifel. Die Ruine der Höhenburg liegt im Ort Burg-Reuland im deutschsprachigen Teil Ostbelgiens. Am zweiten Wochenende im Juli findet dort alljährlich ein Burgfest statt.

## Geschichte
Aus archäologischen Untersuchungen ging hervor, dass der Burgplatz bereits im 10. Jahrhundert genutzt wurde. Dort, wo heute nur noch die Burgruine steht, hatten die Römer schon ein festes Kastell angelegt. Die ältesten entdeckten Fundamente stammen aus dem 12. Jahrhundert, als die Burg dem Adelsgeschlecht „von Rulant“ als Wohnstätte diente. Im 13. Jahrhundert war ein Burgbering vorhanden, der von einem Graben umgeben war. In der Nordwestecke existierte bereits ein Turm. Im 14. Jahrhundert wurde der Bering neu aufgebaut und der Bergfried errichtet.
1148 wurden die Herren von Reuland urkundlich erwähnt. Ein Sohn des Walter von Reuland heißt dort „Filio di Walteri de Rulant“. Theoderich von Reulant nahm am Kreuzzug Kaiser Friedrich I. teil und fiel 1189 vor Akkon. 1313 starb das Geschlecht von Reuland aus. Die Burg ging daraufhin an die Herren von Blankenheim über, die sie 1322 an Johann den Blinden, Graf von Luxemburg und König von Böhmen, verkauften. Wenzel von Luxemburg gab die Burg Reuland nebst Erbkämmerwürde des Hauses Luxemburg 1384 als Lehen an Edmund von Engelsdorf. Das Amt des Luxemburger Kämmerers hatten die Herren von Reuland anschließend bis zur Auflösung des Anciens Regimes inne.
Um 1414 gelangte die Burg Reuland nach der Heirat Werner II. von Palants, Herrn zu Breitenbend, mit Averadis (Elverad) von Engelsdorf in den Besitz der Familie von Palant. Diese ließ ab Mitte des 15. Jahrhunderts halbrunde Geschütztürme errichten.
Nach dem kinderlosen Tod des Gerhard von Palant um 1489 kam es zu einem Streit um die Erbschaft zwischen seiner Witwe Johanna von Bodberg und ihrer Schwägerin Margarete von Palant. 1492 beendete Maximilian I. als Lehnsherr von Luxemburg den Streit, indem er den Markgrafen Christoph I. von Baden mit Reuland belehnte; Johanna von Bodberg erhielt aber ein Wohnrecht. Agnes von Palant, Tochter des Thonis von Palant und Nichte des Gerhard von Palant, heiratete 1499 den hessischen Ritter Ambrosius von Viermund. Für deren Sohn Johann I. von Viermund wurden später ebenfalls Erbansprüche geltend gemacht.
1502 wurde Thonys (Anton) von Palant, der natürliche Sohn eines unbekannten „Schwagers“ von Daem (Adam) von Harffs von Christoph von Baden mit der Burg Reuland unterbelehnt. Daem von Harff, Drost von Brüggen, der sich für die Belehnung eingesetzt hatte, war mit Katharina von Palant, Herrin von Weisweiler, verheiratet, einer Tochter des Daem von Palant und der Catharina Gryn (Grein).
1526 kam es durch Vermittlung von Erzherzog Ferdinand zu einem Vergleich über die Herrschaft Reuland zwischen Markgraf Philipp von Baden und den Vormündern Johanns I. von Viermund.

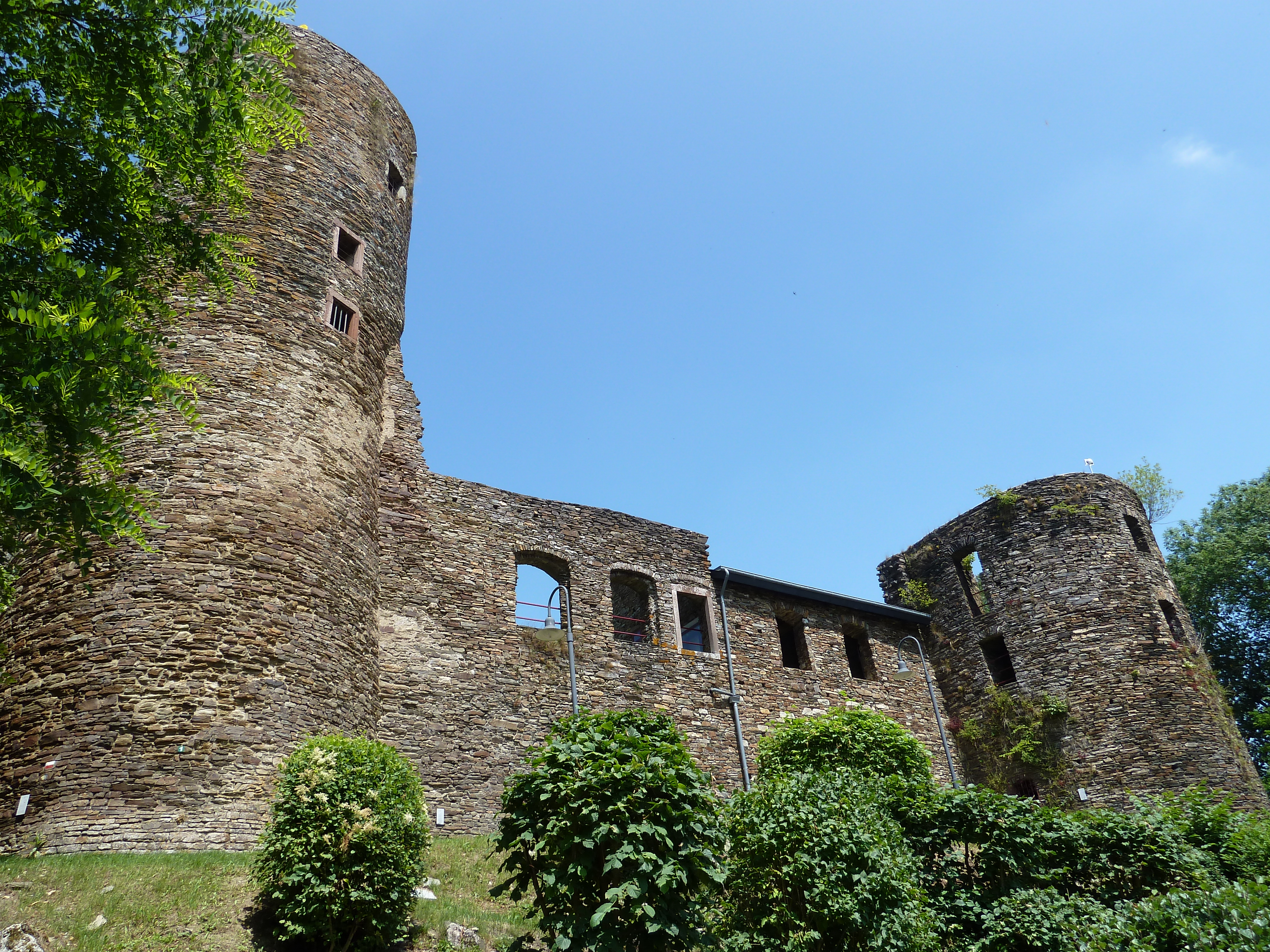
Burg Reuland

Ein Teil der Herrschaft und des Hauses Reuland war bereits 1468 durch die Heirat der Margaretha von Palant mit Johann von Hoemen, Burggraf von Odenkirchen, in den Besitz der Familien von Hoemen und später in den Besitz Wilhelms IV. von Vlodrop gelangt. Dessen Sohn Balthasar von Flodrop, Herr zu Odenkirchen und Leuth, überließ seinen Anteil an Reuland 1560/61 seiner Tochter Odilia und ihrem Mann Carsilius V. von Palant, Herr zu Ruyff und Breitenbend. Dietrich II. von Millendonck und Drachenfels, ein weiterer Nachkomme des Johann von Hoemen, war 1549 Mitherr von Reuland. Seine Tochter Elisabeth von Millendonck heiratete 1589 Balthasar von Pallandt, den Sohn des Carsilius V. von Palant, sodass die Palantschen Anteile an Reuland vereint wurden. Das Grabmal der beiden befindet sich in der Reulander Pfarrkirche St. Stephanus.
Ab der zweiten Hälfte des 16. Jahrhunderts wurde aus der Wehranlage eine herrschaftliche Residenz.
1666 verstarb die letzte Nachkomme Ottilia von Pallandt-Reuland und 1736 der letzte Erbe. Danach bewohnte ein Verwalter die Burg, ehe sie 1794 durch ein von französischen Truppen gelegtes Feuer zerstört wurde. 1830 wurde die Anlage auf Abbruch verkauft und gelangte in den Besitz der Familie Mayeres in Reuland, die sie später an die Gemeinde verschenkte. Die Preußische Rheinprovinz führte 1901 bis 1902 erste Restaurierungen an der Anlage durch.
Der belgische Staat kaufte das Burggelände im Jahr 1923, um darauf eine Luftabwehrstellung zu bauen. 1986 erwarb er auch die Burg, die 1980 unter Denkmalschutz gestellt wurde und seit 1988 schrittweise restauriert wird.

## Anlage
Die heutige Ruine ist nur ein kleiner Teil der ehemaligen Burganlage. Ihre aus schieferhaltigem Sandstein errichtete, durch fünf Türme verstärkte Umfassungsmauer umschließt ein 60 mal 55 Meter großes Areal; den einstigen Innenhof. Der dort befindliche Burgbrunnen ist ebenso verschwunden wie der nördlich vorgelagerte Wehrgraben, der heutzutage zugeschüttet ist. Genauso verhält es sich mit den gewaltigen Mauern, die früher den äußeren Burghof umschlossen und bis ins Ulftal reichten. Sie sind ebenfalls nicht mehr existent. Erhalten ist indes ein großer Teil des dreigeschossigen Bergfrieds in der Südwest-Ecke, weil er 1901 zum Teil wiederaufgebaut wurde. Seine 1,25 Meter dicken Mauern stürzten wahrscheinlich schon 1616 das erste Mal ein. Im Inneren des runden Turms sind noch Reste von Kaminen zu sehen.
Die südöstliche Ecke des Burgareals wird von einer Bastion gebildet, die im oberen Teil einen Wappenstein aufweist. Dieser zeigt das Wappen der Familie Pallandt-Myllendonck und die Jahreszahl 1604.
Wo sich die noch für 1795 verbürgte Burgkapelle befand, ist heute nicht mehr ersichtlich. Die heutige Apotheke im Ort Burg-Reuland war früher das Burghaus.